# Шварцман, Роберт Михайлович
Ро́берт Миха́йлович Шва́рцман  (род. 16 сентября 1999, Тель-Авив, Израиль) — российский и израильский автогонщик, чемпион Формулы-3 2019 года. Второй призёр Формулы-2 2021 года.

## Биография
Отец — Михаил Романович Шварцман (1968—2020), бизнесмен, совладелец сети цветочных магазинов «Цветоптторг», скончался после заражения коронавирусом.
Начал заниматься картингом с четырёх лет и практически сразу стал принимать участие в различных соревнованиях в Италии. Первый крупный успех пришёл в 2008 году, когда Шварцман стал победителем мирового гранд-финала Easykart в классе машин с двигателем 60сс. Спустя год одержал победу во второй раз. В конце сезона дебютировал в категории 60 MINI и стал победителем соревнования Trofeo delle Industrie.
В 2010 году Шварцман провёл свой первый полный сезон в категории 60 MINI, стал чемпионом Италии CSAI, одержал победу в одной из гонок международной серии WSK Master Series. В 2011 году готовился к переходу в юниорскую международную категорию KF3, попутно вновь став многократным призёром различных соревнований 60 MINI.
В 2012 году дебютировал в классе KF3 и стал финалистом соревнований WSK, а также официального чемпионата Европы CIK-FIA, где стал лучшим из россиян в итоговой таблице личного зачёта.
Сезон 2013 года стал последним для Шварцмана в картинге. Перед переходом в гонки с открытыми колёсами занял четвёртое место на чемпионате Европы CIK-FIA в классе KF-Junior (бывш. KF3), стал бронзовым призёром чемпионата мира CIK-FIA и выиграл гонку WSK Final Cup.
Один из самых успешных российских картингистов за всю историю.
2014 год стал подготовительным перед выступлениями в Формуле-4. Из-за недостаточного возраста Шварцман не мог участвовать в соревнованиях, поэтому работал над своими навыками на тестах, в частности, показал быстрейшее время в первых официальных тестах итальянского чемпионата Формулы-4. В конце года по достижении 15-летнего возраста вышел на старт двух этапов итальянского чемпионата. Его лучший результат на финише — 5 место (4 в зачёте чемпионата Италии).
В 2015 году выступал в двух чемпионатах Формулы-4 — немецком и итальянском, в обоих в составе команды Mücke Motorsport. Несмотря на юный возраст, закончил итальянский чемпионат на третьем месте, а немецкий — на четвёртом месте. В общей сложности одержал 3 победы, 17 раз финишировал на подиуме и выиграл 5 квалификационных заездов.
В 2016 году выступил в чемпионатах Формулы Renault 2.0 — Еврокубке и Североевропейском кубке. По итогам сезона занял 8-е место в Еврокубке и 6-е в Североевропейском кубке. В зачёте новичков серии расположился на 4-м месте в Еврокубке и на 3-м месте в Североевропейском кубке.
В 2017 году в составе французской команды R-ace GP занял третье место в Еврокубке Формулы-Рено, одержав шесть побед в 23 гонках. 24 октября 2017 года был включён в гоночную Академию Ferrari (программу поддержки молодых гонщиков команды Формулы-1 Ferrari).
В 2018 году выступал в европейской Формуле-3 в составе команды Prema Theodore Racing, где завершил чемпионат на третьем месте, одержав 2 победы, финишировав 11 раз на подиуме и выиграв 3 квалификационных заезда. Также стал чемпионом новозеландской серии Toyota Racing Series в составе команды M2 Competition.
В 2019 году в составе итальянской команды Prema Racing в дебютном сезоне стал чемпионом Формулы-3, одержав 3 победы, финишировав 10 раз на подиуме и стартовав с поул-позиции 2 раза.
В 2020 году в составе команды Prema Racing выступал в Формуле-2, где завершил чемпионат на 4-м месте. Одержал 4 победы, финишировал на подиуме 6 раз и 2 раза стартовал с поул-позиции. 15 декабря 2020 года принял участие в молодёжных тестах Формулы-1 в Абу-Даби на трассе Яс Марина за рулём автомобиля команды Ferrari.
В 2021 году в составе команды Prema Racing занял второе место в Формуле-2, одержав две победы и восемь раз поднявшись на подиум за сезон. В декабре 2021 года принял участие в молодёжных тестах Формулы-1 в Абу-Даби за рулём автомобилей команд Ferrari и Haas. 22 декабря стало известно, что в 2022 году Шварцман будет тест-пилотом команды Ferrari в Формуле-1. В июле 2022 года было объявлено, что Шварцман будет выступать под израильской лицензией.
В начале января 2023 года принял участие в тестах IndyCar на автомобиле команды Chip Ganassi Racing.
В 2023 году дебютировал в кузовных гонках на выносливость, приняв участие в серии GT World Challenge Europe за рулём Ferrari 296 GT3 команды AF Corse.
На Гран-при Нидерландов 2023 года выступил в первой тренировке в составе Ferrari.
5 ноября 2024 года было объявлено, что Шварцман будет в 2025 году участвовать в гонках серии IndyCar за команду-дебютант Prema Racing вместе с бывшим соперником по «Формуле-2» Каллумом Айлоттом. В мае 2025 года Шварцман сенсационно выиграл квалификацию к гонке «500 миль Индианаполиса», став первым новичком, сделавшим это с 1983 года, когда поул-позицию занял Тео Фаби. В гонке Шварцман сошёл на 87-м круге из-за блокировки тормозов при въезде на пит-лейн, но был признан «новичком года „Индианаполис-500“».

## Результаты выступлений
| Сезон | Серия                                    | Команда                      | Гонки            | Победы           | Поулы            | Л.круги          | Подиумы          | Очки             | Место            |
| ----- | ---------------------------------------- | ---------------------------- | ---------------- | ---------------- | ---------------- | ---------------- | ---------------- | ---------------- | ---------------- |
| 2014  | Итальянская Формула-4                    | Cram Motorsport              | 6                | 0                | 0                | 0                | 0                | 26               | 16               |
| 2015  | Итальянская Формула-4                    | Mücke Motorsport             | 21               | 3                | 4                | 3                | 9                | 212              | 3                |
| 2015  | ADAC Формула-4                           | Mücke Motorsport             | 21               | 0                | 1                | 4                | 8                | 167              | 4                |
| 2016  | Еврокубок Формулы-Рено 2.0               | Josef Kaufmann Racing        | 15               | 0                | 0                | 0                | 1                | 75               | 8                |
| 2016  | Североевропейский кубок Формулы-Рено 2.0 | Josef Kaufmann Racing        | 15               | 2                | 1                | 2                | 3                | 206              | 6                |
| 2017  | Еврокубок Формулы-Рено                   | R-ace GP                     | 23               | 6                | 7                | 7                | 12               | 285              | 3                |
| 2017  | Североевропейский кубок Формулы-Рено     | R-ace GP                     | 3                | 0                | 0                | 0                | 1                | 0                | НК†              |
| 2018  | Европейская Формула-3                    | Prema Theodore Racing        | 30               | 2                | 2                | 1                | 11               | 294              | 3                |
| 2018  | Гран-при Макао                           | SJM Theodore Racing by Prema | 1                | 0                | 0                | 0                | 0                | Н/Д              | 9                |
| 2018  | Toyota Racing Series                     | M2 Competition               | 15               | 3                | 1                | 3                | 9                | 916              | 1                |
| 2019  | ФИА Формула-3                            | Prema Racing                 | 16               | 3                | 2                | 2                | 5                | 212              | 1                |
| 2019  | Гран-при Макао                           | SJM Theodore Racing by Prema | 1                | 0                | 0                | 0                | 0                | Н/Д              | Сход             |
| 2020  | ФИА Формула-2                            | Prema Racing                 | 24               | 4                | 2                | 1                | 6                | 177              | 4                |
| 2021  | ФИА Формула-2                            | Prema Racing                 | 23               | 2                | 0                | 3                | 8                | 192              | 2                |
| 2022  | Формула-1                                | Scuderia Ferrari             | Тест-пилот       | Тест-пилот       | Тест-пилот       | Тест-пилот       | Тест-пилот       | Тест-пилот       | Тест-пилот       |
| 2023  | GT World Challenge Europe Endurance Cup  | AF Corse                     | 5                | 1                | 1                | 0                | 1                | 36               | 8                |
| 2023  | Формула-1                                | Scuderia Ferrari             | Резервный гонщик | Резервный гонщик | Резервный гонщик | Резервный гонщик | Резервный гонщик | Резервный гонщик | Резервный гонщик |
| 2024  | FIA WEC                                  | AF Corse                     |                  |                  |                  |                  |                  |                  |                  |
| 2024  | Формула-1                                | Scuderia Ferrari             | Резервный гонщик | Резервный гонщик | Резервный гонщик | Резервный гонщик | Резервный гонщик | Резервный гонщик | Резервный гонщик |

† Шварцман участвовал в соревновании по приглашению, поэтому ему не начислялись очки чемпионата.

### Европейская Формула-3
Выделение гонки жирным шрифтом означает старт с поул-позиции
Выделение гонки курсивом означает лучший круг
| Сезон | Команда               | Двигатель | 1      | 2      | 3      | 4       | 5       | 6          | 7       | 8          | 9       | 10      | 11      | 12       | 13      | 14      | 15      | 16      | 17      | 18       | 19      | 20      | 21      | 22      | 23    | 24      | 25      | 26      | 27      | 28      | 29      | 30      | Место | Очки |
| ----- | --------------------- | --------- | ------ | ------ | ------ | ------- | ------- | ---------- | ------- | ---------- | ------- | ------- | ------- | -------- | ------- | ------- | ------- | ------- | ------- | -------- | ------- | ------- | ------- | ------- | ----- | ------- | ------- | ------- | ------- | ------- | ------- | ------- | ----- | ---- |
| 2018  | Prema Theodore Racing | Mercedes  | ПО 1 8 | ПО 2 9 | ПО 3 6 | ХУН 1 3 | ХУН 2 5 | ХУН 3 Сход | НОР 1 6 | НОР 2 Сход | НОР 3 7 | ЗАН 1 8 | ЗАН 2 7 | ЗАН 3 11 | СПА 1 5 | СПА 2 4 | СПА 3 2 | CИЛ 1 8 | CИЛ 2 9 | CИЛ 3 10 | МИЗ 1 3 | МИЗ 2 9 | МИЗ 3 7 | НЮР 1 2 | НЮР 2 | НЮР 3 2 | РБР 1 2 | РБР 2 3 | РБР 3 1 | ХОК 1 2 | ХОК 2 5 | ХОК 3 1 | 3     | 294  |

### Формула-3
Выделение гонки жирным шрифтом означает старт с поул-позиции
Выделение гонки курсивом означает лучший круг
| Сезон | Команда      | 1         | 2         | 3         | 4         | 5         | 6         | 7         | 8         | 9         | 10           | 11        | 12        | 13        | 14        | 15        | 16        | Место | Очки |
| ----- | ------------ | --------- | --------- | --------- | --------- | --------- | --------- | --------- | --------- | --------- | ------------ | --------- | --------- | --------- | --------- | --------- | --------- | ----- | ---- |
| 2019  | Prema Racing | КАТ ГОН 1 | КАТ СПР 4 | ЛЕК ГОН 2 | ЛЕК СПР 1 | РБР ГОН 5 | РБР СПР 3 | СИЛ ГОН 5 | СИЛ СПР 2 | ХУН ГОН 5 | ХУН СПР Сход | СПА ГОН 2 | СПА СПР 3 | МНЦ ГОН 1 | МНЦ СПР 8 | СОЧ ГОН 2 | СОЧ СПР 3 | 1     | 212  |

### Формула-2
Выделение гонки жирным шрифтом означает старт с поул-позиции
Выделение гонки курсивом означает лучший круг
| Сезон | Команда      | 1          | 2             | 3          | 4             | 5           | 6         | 7           | 8           | 9          | 10          | 11          | 12         | 13         | 14         | 15        | 16         | 17           | 18        | 19         | 20         | 21         | 22         | 23         | 24         | Место | Очки |
| ----- | ------------ | ---------- | ------------- | ---------- | ------------- | ----------- | --------- | ----------- | ----------- | ---------- | ----------- | ----------- | ---------- | ---------- | ---------- | --------- | ---------- | ------------ | --------- | ---------- | ---------- | ---------- | ---------- | ---------- | ---------- | ----- | ---- |
| 2020  | Prema Racing | РБР1 ГОН 3 | РБР1 СПР 4    | РБР2 ГОН 1 | РБР2 СПР Сход | ХУН ГОН 1   | ХУН СПР 4 | СИЛ1 ГОН 14 | СИЛ1 СПР 13 | СИЛ2 ГОН 8 | СИЛ2 СПР 13 | КАТ ГОН 2   | КАТ СПР 13 | СПА ГОН 5  | СПА СПР 1  | МНЦ ГОН 9 | МНЦ СПР 5  | МДЖ ГОН Сход | МДЖ СПР 9 | СОЧ ГОН 11 | СОЧ СПР 10 | БАХ1 ГОН 8 | БАХ1 СПР 1 | БАХ2 ГОН 4 | БАХ2 СПР 5 | 4     | 177  |
| 2021  | Prema Racing | БАХ СПР1 4 | БАХ СПР2 Сход | БАХ ГОН 7  | МОН СПР1 Сход | МОН СПР2 10 | МОН ГОН 4 | БАК СПР1 1  | БАК СПР2 5  | БАК ГОН 3  | СИЛ СПР1 1  | СИЛ СПР2 15 | СИЛ ГОН 5  | МНЦ СПР1 6 | МНЦ СПР2 3 | МНЦ ГОН 6 | СОЧ СПР1 3 | СОЧ СПР2 О   | СОЧ ГОН 4 | ДЖИ СПР1 5 | ДЖИ СПР2 3 | ДЖИ ГОН 2  | ЯСМ СПР1 4 | ЯСМ СПР2 2 | ЯСМ ГОН 5  | 2     | 192  |

### Формула-1
| Легенда к таблице |                                                                    |
| --- | ------------------------------------------------------------------ |
| В таблице перечислены результаты всех Гран-при Формулы-1, в которых принимал участие гонщик. Строками таблицы являются сезоны, столбцами — этапы чемпионата мира. В каждой клетке указаны сокращённое название этапа и результат, дополнительно обозначенный цветом. Расшифровка обозначений и цветов представлена в нижеследующей таблице. |                                                                    |
| \| Пример \| Описание \| \| ------------ \| ------------------------------------------------------------------ \| \| 1 \| Победитель \| \| 2 \| Второе место \| \| 3 \| Третье место \| \| 5 \| Финишировал, заработав очки \| \| Сход \| Не финишировал, но при этом заработал очки \| \| 12 \| Финишировал, не получив очков \| \| НКЛ \| Финишировал, но не попал в финальную классификацию \| \| 15 \| Участвовал вне зачёта, либо по отдельной классификации \| \| 18 \| Не финишировал, но попал в финальную классификацию \| \| Сход \| Не финишировал \| \| НКВ \| Не прошёл квалификацию \| \| НПКВ \| Не прошёл предквалификацию \| \| ДСК \| Дисквалифицирован \| \| ИСК \| Исключён из протокола соревнований \| \| ТТ \| Заявлен для участия только в тренировках \| \| НС \| Участвовал в квалификации, но не стартовал в гонке \| \| Т \| Травмирован или болен \| \| ОТК \| Отказ от участия \| \| НТР \| Прибыл на соревнования, но на трассу не выезжал \| \| НПР \| Был заявлен в числе участников, но не прибыл к началу соревнований \| \| О \| Соревнования отменены \| \| \| Не участвовал \| \| Поул-позиция \| \| \| Быстрый круг \| \| |                                                                    |
| Пример | Описание                                                           |
| 1 | Победитель                                                         |
| 2 | Второе место                                                       |
| 3 | Третье место                                                       |
| 5 | Финишировал, заработав очки                                        |
| Сход | Не финишировал, но при этом заработал очки                         |
| 12 | Финишировал, не получив очков                                      |
| НКЛ | Финишировал, но не попал в финальную классификацию                 |
| 15 | Участвовал вне зачёта, либо по отдельной классификации             |
| 18 | Не финишировал, но попал в финальную классификацию                 |
| Сход | Не финишировал                                                     |
| НКВ | Не прошёл квалификацию                                             |
| НПКВ | Не прошёл предквалификацию                                         |
| ДСК | Дисквалифицирован                                                  |
| ИСК | Исключён из протокола соревнований                                 |
| ТТ | Заявлен для участия только в тренировках                           |
| НС | Участвовал в квалификации, но не стартовал в гонке                 |
| Т | Травмирован или болен                                              |
| ОТК | Отказ от участия                                                   |
| НТР | Прибыл на соревнования, но на трассу не выезжал                    |
| НПР | Был заявлен в числе участников, но не прибыл к началу соревнований |
| О | Соревнования отменены                                              |
| | Не участвовал                                                      |
| Поул-позиция |                                                                    |
| Быстрый круг |                                                                    |

| Сезон | Команда                   | Шасси           | Двигатель               | Ш | 1   | 2   | 3   | 4   | 5   | 6   | 7   | 8   | 9   | 10  | 11  | 12  | 13       | 14  | 15       | 16  | 17  | 18  | 19       | 20       | 21  | 22       | 23  | 24  | Место | Очки |
| ----- | ------------------------- | --------------- | ----------------------- | - | --- | --- | --- | --- | --- | --- | --- | --- | --- | --- | --- | --- | -------- | --- | -------- | --- | --- | --- | -------- | -------- | --- | -------- | --- | --- | ----- | ---- |
| 2022  | Scuderia Ferrari          | Ferrari F1-75   | Ferrari 066/7 1,6 V6T   | P | БАХ | САУ | АВС | ЭМИ | МАЙ | ИСП | МОН | АЗЕ | КАН | ВЕЛ | АВТ | ФРА | ВЕН      | БЕЛ | НИД      | ИТА | СИН | ЯПО | США тест | МЕХ      | САП | АБУ тест |     |     | —     | —    |
| 2023  | Scuderia Ferrari          | Ferrari SF-23   | Ferrari 066/10 1,6 V6T  | P | БАХ | САУ | АВС | АЗЕ | МАЙ | МОН | ИСП | КАН | АВТ | ВЕЛ | ВЕН | БЕЛ | НИД тест | ИТА | СИН      | ЯПО | КАТ | США | МЕХ      | САП      | ЛАС | АБУ тест |     |     | —     | —    |
| 2024  | Stake F1 Team Kick Sauber | Kick Sauber C44 | Ferrari 066/12 1,6 V6 t | P | БАХ | САУ | АВС | ЯПО | КИТ | МАЙ | ЭМИ | МОН | КАН | ИСП | АВТ | ВЕЛ | ВЕН      | БЕЛ | НИД тест | ИТА | АЗЕ | СИН | США      | МЕХ тест | САП | ЛАС      | КАТ | АБУ | —     | —    |

### FIA WEC
| Сезон | Команда  | Класс    | Машина       | 1     | 2   | 3   | 4   | 5   | 6   | 7   | 8   | Место | Очки |
| ----- | -------- | -------- | ------------ | ----- | --- | --- | --- | --- | --- | --- | --- | ----- | ---- |
| 2024  | AF Corse | Hypercar | Ferrari 499P | КАТ 5 | ИМО | СПА | ЛМН | САП | США | ФУД | БАХ | 5     | 15   |

### Картинг
| Сезон | Категория     | Серия                               | Команда                 | Гонки | Поулы | Победы | Подиумы | Очки | Место |
| ----- | ------------- | ----------------------------------- | ----------------------- | ----- | ----- | ------ | ------- | ---- | ----- |
| 2008  | Easykart 60cc | Easykart International Grand Finals | Mazzotti Corse          | 1     | 0     | 1      | 1       | -    | 1     |
| 2009  | Easykart 60cc | Easykart International Grand Finals | Masini                  | 1     | 1     | 1      | 1       | -    | 1     |
| 2009  | 60 MINI       | Trofeo delle Industrie              | Birel Motorsport        | 1     | 1     | 1      | 1       | -    | 1     |
| 2010  | 60 MINI       | Чемпионат Италии                    | —                       | 1     | 0     | 1      | 1       | -    | 1     |
| 2010  | 60 MINI       | Trofeo Santa Rosa                   | —                       | 1     | 1     | 1      | 1       | -    | 1     |
| 2010  | 60 MINI       | WSK Master Series                   | —                       | 1     | 0     | 1      | 1       | -    | 1     |
| 2010  | 60 MINI       | Open Masters Italia                 | —                       | 10    | 0     | 2      | 2       | 194  | 12    |
| 2011  | 60 MINI       | Чемпионат Италии CSAI               | Birel Motorsport        | 10    | 1     | 1      | 4       | 142  | 4     |
| 2011  | 60 MINI       | WSK Master Series                   | Birel Motorsport        | 1     | 0     | 0      | 1       | -    | 3     |
| 2012  | KF3           | Чемпионат Европы CIK-FIA            | Intrepid Driver Program | 2     | 0     | 0      | 0       | 5    | 25    |
| 2012  | KF3           | Кубок мира CIK-FIA                  | Forza Racing            | 1     | 0     | 0      | 0       | -    | 6     |
| 2012  | KF3           | WSK Final Cup                       | Forza Racing            | 1     | 0     | 0      | 0       | -    | 16    |
| 2013  | KF-Junior     | Чемпионат Европы CIK-FIA            | Forza Racing            | 2     | 0     | 0      | 0       | 21   | 4     |
| 2013  | KF-Junior     | Чемпионат мира CIK-FIA              | Forza Racing            | 2     | 1     | 0      | 2       | 32   | 3     |
| 2013  | KF-Junior     | WSK Final Cup                       | Forza Racing            | 1     | 0     | 1      | 1       | -    | 1     |

### Комментарии
1. 1 2 3  Официальный сайт гонщика
2. ↑  Участвовал только в двух последних этапах
3. ↑  0 поулов, полученных по результатам квалификации, и 2 поула, полученных по результатам реверсивной стартовой решётки в спринтерской гонке
4. 1 2  В гонке пройдено менее 75% дистанции, поэтому начислена половина очков.
5. ↑  На втором этапе получил травму в отборочных заездах и не смог выйти на старт финалов
6. ↑  Результаты показаны в Финале Б